# Tontitown
Tontitown is een plaats (city) in de Amerikaanse staat Arkansas, en valt bestuurlijk gezien onder Washington County.

## Demografie
Bij de volkstelling in 2000 werd het aantal inwoners vastgesteld op 942.
In 2006 is het aantal inwoners door het United States Census Bureau geschat op 1630, een stijging van 688 (73,0%).

## Geografie
Volgens het United States Census Bureau beslaat de plaats een oppervlakte van
18,2 km², geheel bestaande uit land.

## Plaatsen in de nabije omgeving
De onderstaande figuur toont nabijgelegen plaatsen in een straal van 16 km rond Tontitown.